# Big Band
Eine Big Band oder Bigband (früher häufig auch Jazz Orchestra genannt) ist eine große Jazz-Band mit mehrfach besetzten Blasinstrumenten und der sogenannten Rhythmusgruppe. Big Bands kamen in den USA der 1920er Jahre auf und waren stilprägend für die Swing-Ära. Der Begriff wird auch allgemein für große Tanzorchester verwendet, unabhängig von deren Stilrichtung.

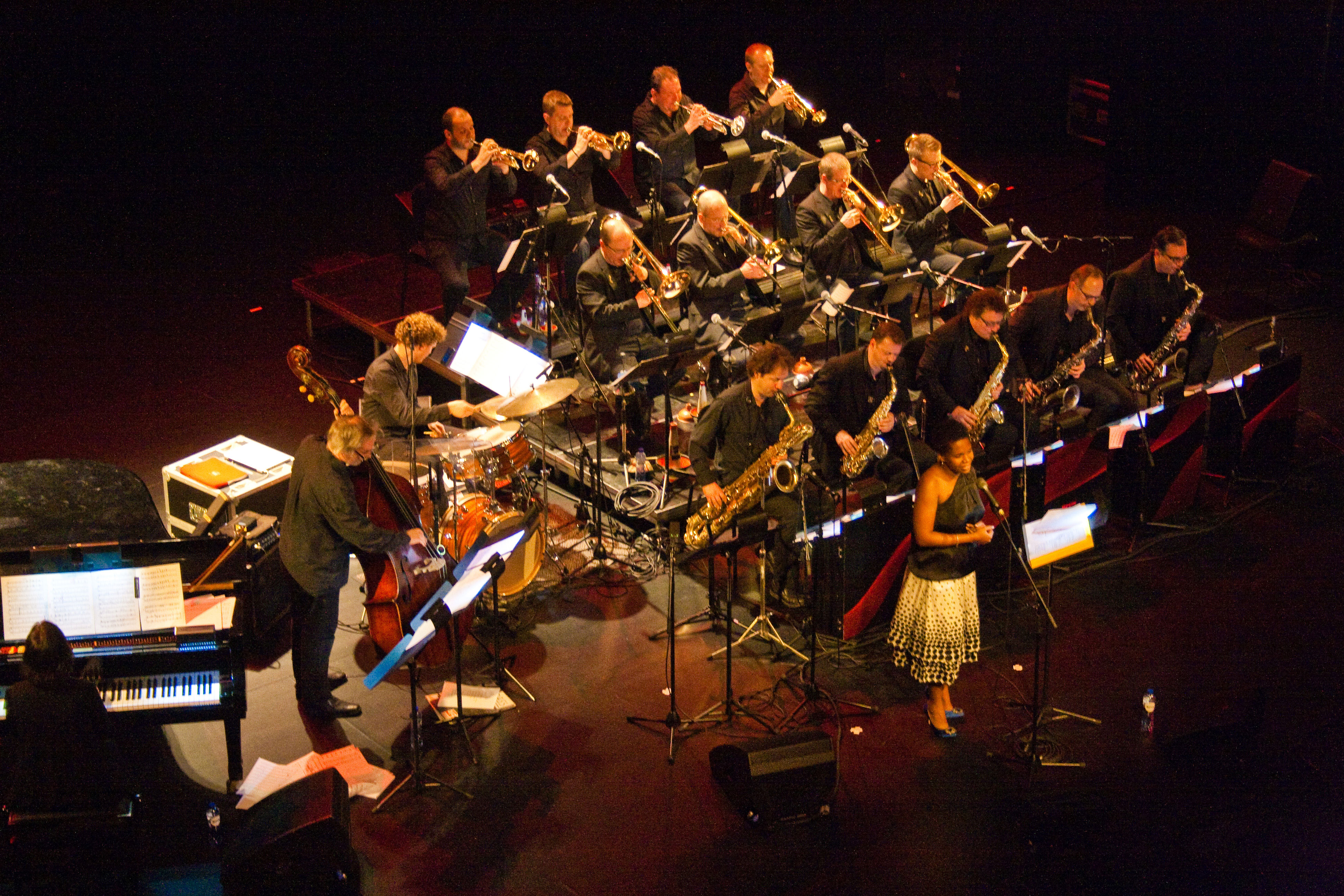
Brussels Jazz Orchestra mit Sängerin Tutu Puoane (2014)

## Besetzungen

### Swing- oder Jazz-Bigband

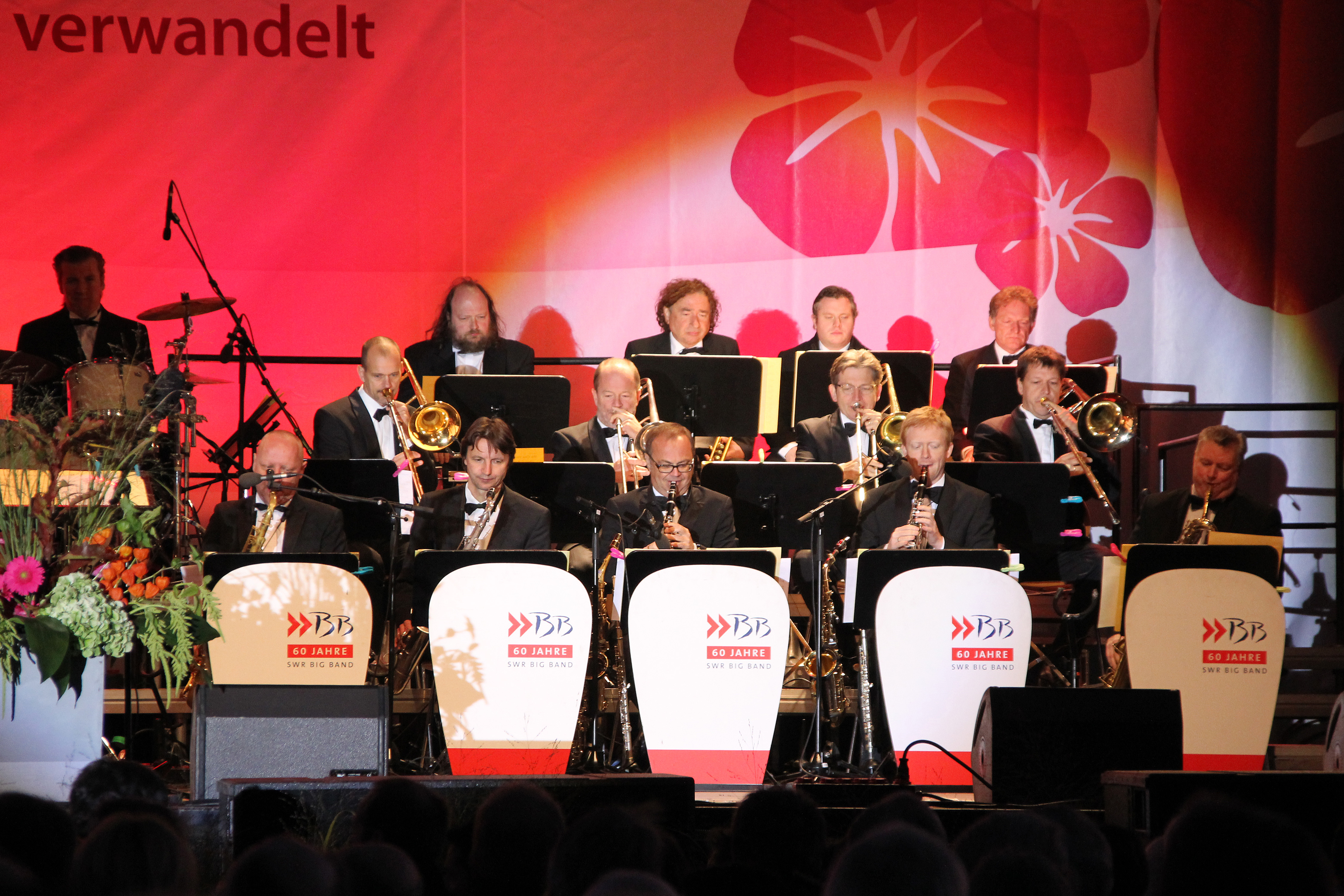
In der SWR Big Band sieht man bei den Musikern in der ersten Reihe Flöten, Klarinetten und die Instrumente aus der Saxophon-Familie, in der zweiten Reihe die Posaunen, in der dritten Reihe sitzen leicht erhöht die Trompeter (2011)

In der Big Band wurden ursprünglich die Parts der verschiedenen Einzelinstrumente des frühen Jazz (New Orleans Jazz) größeren Sektionen, das heißt Gruppen von gleichartigen Instrumenten, zugeteilt. Die Standard-Sektionen einer modernen Big Band sind:
- Rhythmusgruppe (Rhythm-)section: Klavier/Keyboard, Gitarre, Kontra- oder E-Bass (auch Tuba), Schlagzeug und weitere Perkussionsinstrumente,
- Holzbläser (Reed-Section): Saxophone, manchmal auch durch Klarinetten*/Bassklarinette* oder Querflöten/Altflöten ergänzt bzw. komplett ersetzt,
- Blechbläser (Brass-Section): Trompeten* und Posaunen.

*in der Regel in B gestimmt
Jede Bläsersektion wird normalerweise von vier bis fünf Instrumenten der jeweiligen Gruppe gebildet, die nach maximal spielbarer (oder arrangementmäßig gesetzter) Tonhöhe gestaffelt sind:

Eine übliche Aufstellung der Musiker in einer Big Band

- Saxophone: 1., 2. Altsaxophon; 1., 2. Tenorsaxophon; Baritonsaxophon (Nebeninstrumente:  Sopransaxophon, Querflöte/Altflöte, Klarinette/Bassklarinette)
- Trompeten 1. bis 4. (gelegentlich 5.) Trompete (Nebeninstrumente: Flügelhorn; für extrem hohe Partien auch Piccolotrompete)
- Posaunen: 1. bis 4. Posaune, 4. üblicherweise Bassposaune. (5 Posaunen sind eher unüblich)

Dabei übernehmen die ersten Stimmen jeweils die Führungs- oder Lead-Stimme ihrer Sektion und ebenso meist auch alle anfallenden Soli. Bei Tutti- oder Shout-Phrasen ist in der Regel die erste Trompete als das höchste und durchdringendste Instrument die Leadstimme.
Bis in die 1960er Jahre geläufig waren Tanzorchester, in denen eine Bigband-Formation mit einem Streichensemble (Violinen, Bratschen, Celli – keine Kontrabässe) kombiniert wurde, auch wenn diese hier im Gegensatz zu den Streichern im Sinfonieorchester häufig nicht das komplette Stück durchspielen bzw. deutlich punktueller eingesetzt werden. Auch andere Instrumente, die ursprünglich eher der klassischen Orchesterliteratur entstammen, werden gelegentlich eingebunden, so z. B. Harfe, Hörner, Oboe/Englischhorn oder Pauken. Seltener wird auch das Bassregister mit Tuba oder Fagott verstärkt. All diese Ergänzungen zählen allerdings im Gegensatz zur obigen (fast immer ähnlich besetzten) Rhythmus- und Bläsergruppe nie zur Standardformation. Wie bereits erwähnt wechseln die Alt- und Tenor-Saxophonisten häufig zur Flöte bzw. Klarinette, teilweise bleiben die Saxophonstimmen aber auch bestehen und es kommen eigenständige Flötisten und/oder Klarinettisten hinzu. Durch diese gegebenen Ergänzungsmöglichkeiten kann der Übergang von einer Big Band hin zu einem eher symphonisch-ausgelegten Ensemble (oder gar Orchester) fließend sein.
Der Klang des Ensembles wird wesentlich vom Arrangeur bestimmt, der die mögliche Stimmführung und die technischen Möglichkeiten der Bigband-Instrumente und Instrumentalisten sehr genau kennen muss, um den gewünschten Gesamtklang möglichst effektvoll zu gestalten.

### Mambo-Bigband
Eine besondere Ausprägung der Big Band ist die Mambo-Bigband, ein großes Ensemble von Musikern, das sich musikalisch auf den Mambo spezialisiert hat.
Eine typische Mambo-Bigband setzt sich zusammen aus:
- Rhythmusgruppe:
  - Klavier, Bass und Schlagzeug (evtl. Gitarre)
  - Perkussion: Congas, Bongos, Timbales
- Blechbläser:
  - 2–4 Trompeten
  - 2–4 Posaunen
- Holzbläser
  - 2–5 Saxophone (Alt-, Tenor-, Baritonsaxophon)
  - evtl. Flöten und/oder Klarinetten

Alle Instrumente – mit Ausnahme von Klavier, Gitarre, Bass und Schlagzeug – sind stets mehrfach besetzt. Oft kommen mehrere Sänger dazu, meist bestehend aus einem Solisten und einer Begleitgruppe. Gelegentlich kommen weitere Instrumente wie etwa das Vibraphon zum Einsatz.
Im Gegensatz zur klassischen Jazz-Bigband liegt hier der Schwerpunkt auf der Rhythmusgruppe, während im Gegenzug Holzbläser vernachlässigt werden. Bei den Blechbläsern spielen die Posaunen eine untergeordnete Rolle.

### Akkordeon-Bigband
Eine weitere Ausprägung der Big Band ist die Akkordeon-Bigband, eine Big Band, in der das Akkordeon die Rolle der eigentlichen Blasinstrumente übernimmt.
Eine typische Akkordeon-Bigband setzt sich zusammen aus:
- Akkordeonsektion in 3–4 Stimmen:
  - je Stimme 2–4 Akkordeons

- Rhythmusgruppe:
  - Klavier, Bass und Schlagzeug (evtl. Gitarre)
- Weitere optionale Instrumente:
  - Blasinstrumente als Soloinstrumente (z. B. Saxophon, Posaune, Trompete)
  - Gesang
  - Percussion
  - Keyboards für Effekte oder um seltene Instrumente zu imitieren

Die Akkordeon-Bigband hat sich seit Ende der 1980er Jahre aus der Form des Akkordeonorchesters entwickelt. Sie grenzt sich vom Akkordeon-Orchester einerseits durch Stil und Repertoire ab, aber vor allem durch den konsequenten Einsatz einer klassischen Rhythmusgruppe: Statt eines Bassakkordeons und einer Stimme, die vornehmlich mit Akkorden begleitet, wird zur Begleitung ein Kontra- oder E-Bass zusammen mit Klavier oder Gitarre eingesetzt. In der Regel müssen dazu existierende Arrangements aus der Akkordeon- oder Bigband-Literatur angepasst werden.
Da das Akkordeon wegen seines Tonerzeugungsprinzips der durchschlagenden Zunge eng verwandt mit (eigentlichen) Blasinstrumenten ist, lassen sich insbesondere vergleichbare dynamische Effekte erreichen. Durch die Möglichkeit, die Instrumente/Stimmen individuell zu registrieren, können verschiedene „klassische“ Instrumentengruppen klanglich nachgeahmt werden (Streicher, Blech- oder Holzbläser, s. o.). Da auf einem Instrument mehrstimmig gespielt werden kann, ist man beim Einsatz von drei Stimmgruppen nicht auf dreistimmige Sätze beschränkt.
Stilbildende Originalliteratur und Übertragungen für Akkordeon-Bigbands wurden insbesondere durch die Akkordeon-Komponisten Hans-Günter Kölz und Wolfgang Ruß-Plötz geprägt.

## Spezifische Klangeigenheiten und Kompositionstechniken
Viele Stücke der Bigband-Musik basieren größtenteils auf der sich in der Swing-Ära gebildeten Jazzharmonik. Allerdings gibt es auch Bigband-Arrangements bzw. -Kompositionen, bspw. aus Pop oder Lateinamerikanischer Musik, welche anderen harmonischen Gesetzmäßigkeiten als denen des Jazz folgen können oder nur teilweise auf der Jazzharmonik basieren.
Neben den swingtypischen spezifisch-harmonischen sowie melodischen Eigenheiten kommen in der Bigband-Musik insbesondere bei den Bläsern zahlreiche „moderne“ Techniken zum Einsatz, die in klassisch-konservativer Musik eher selten zu hören sind. Zu nennen sind hier hauptsächlich:

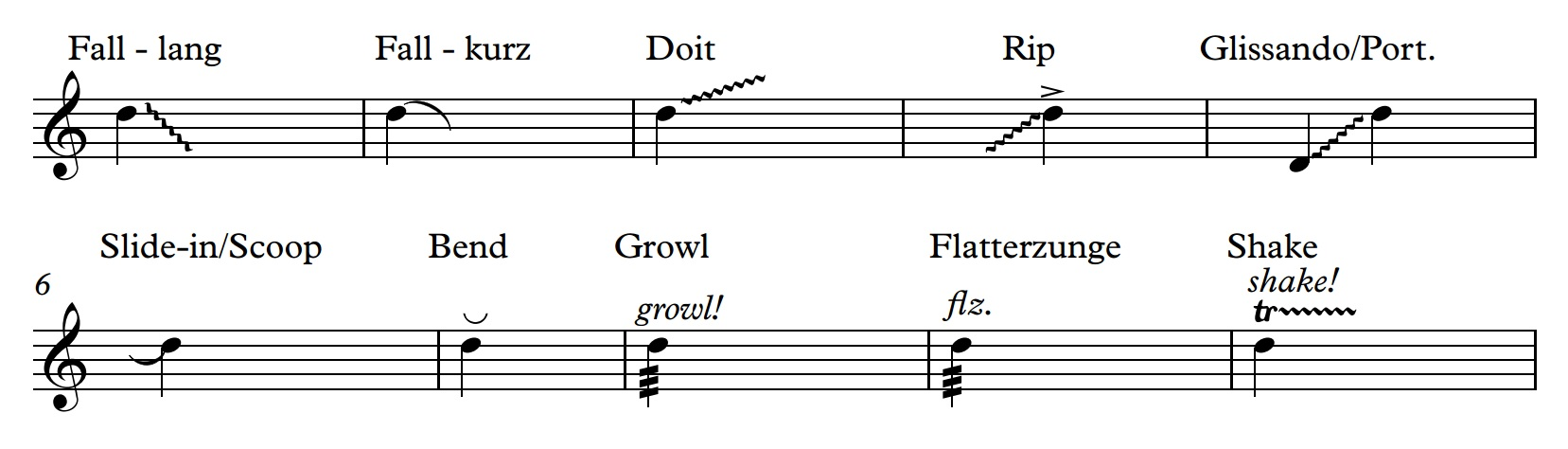

- Fall: eine herab-glissandierende Figur (meist ohne feste Zielnote)
- Doit: eine hinauf-glissandierende Figur (meist ohne feste Zielnote)
- Bend: das Auf- und Abglissandieren auf einem gehaltenen Ton
- Scoop/Slide-in: das Hineingleiten in eine feste Zielnote (für gewöhnlich von unten)
- Rip: eine meist forte gespielte, weit von unten nach oben glissandierende Figur in eine vorgegebene Zielnote
- Glissando/Portamento: längeres Gleiten von einer festen Ausgangsnote hin zu einer festen Zielnote
- Shake: quasi eine „wildere“ Variante des klassischen Trillers
- Flatterzunge: eine Art Tremolo auf einem Blasinstrument, das durch das Zungenrollen des Spielers entsteht
- Growls: ein eher rauer, ungestümer Klang, der durch eine komplexere Kombination von mehreren Techniken bei den Bläsern entsteht

Für die Notation dieser Spielarten gibt es mehrere, verschiedene Arten. Für glissandierende Techniken (Fall, Doit, Scoop, Bend, Rip) wird gerne eine ab- bzw. aufsteigende wellenförmige oder gerade Glissandolinie, aber teilweise auch ein Bindebogen eingezeichnet, während bei anderen Techniken (wie dem Shake, Flatterzunge oder Growl) auch vom Arrangeur häufig (zusätzlich) der Name der auszuführenden Spielart über den entsprechenden Noten geschrieben wird.
Hinzu kommt, dass generell im Jazz und somit auch in der Bigband-Literatur der Umfang der Trompeten teilweise bis an die äußersten Grenzen ausgereizt wird, was in klassischer E-Musik generell nicht der Fall ist. So spielt besonders die erste Trompete teilweise bis zum g′′′ oder, je nach Expertise des Spielers, sogar noch höher. Als weitere spezielle Technik gilt die Subtone-Technik der Saxophone.

### Einsatz von Dämpfern

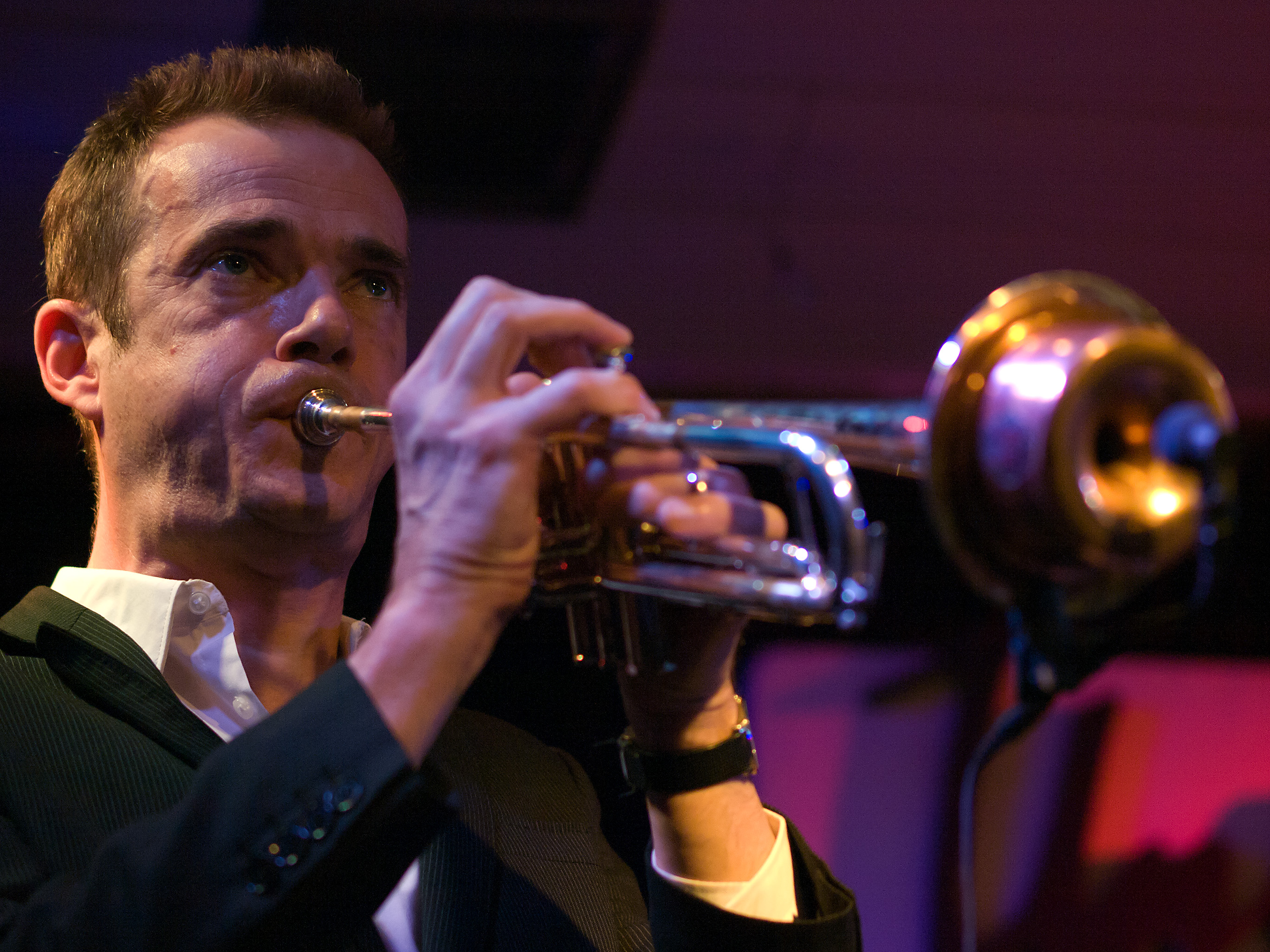
Ein Trompeter mit gedämpftem Instrument; auf dem Bild kommt der im Jazz beliebte Harmon-Dämpfer zum Einsatz

Auch kommen in der Bigband-Musik bei den Blechbläsern (Trompeten und Posaunen) gerne zahlreiche Arten von Dämpfern zum Einsatz, z. B. Straight-, Harmon-, Cup-, Plunger-, Bucket- oder Pixiemute. Die Wahl des Dämpfers kann maßgeblich die Klangfarbe und Wirkung des Klanges verändern. So erzeugt z. B. ein aufgesetzter Harmon-Mute ohne „Stem“ auf der Trompete den scharfen, nasalen „Miles-Davis-Sound“ und der Harmon-Mute gespielt mit zusätzlichem „Stem“ den typischen „Wah-Wah“-Sound, welcher häufig für humorvolle Klangwirkungen eingesetzt wird, während demgegenüber der Bucket- oder die Cup-Mutes den Klang und die Strahlkraft des Bleches deutlich mindern und für einen eher dumpfen, verschleierten Klang sorgen, der sich z. B. dem Gesamtklang eines eher leiseren Arrangements mit Flöten und Klarinetten statt Saxophonen besser anpassen lässt. Auch Straight-Mutes werden gerne verwendet, diese ergeben, einen scharfen und fokussierten Klang.
Als Alternative zum Spiel mit Dämpfer, bzw. falls dieser nicht vorhanden ist, kann auch „in stand“ gespielt werden. Hierbei wird der Schalltrichter des Instruments direkt vor das Notenpult gehalten, was die allgemeine Strahlkraft des Klangs abmindert.

### Extrem hohe Lage

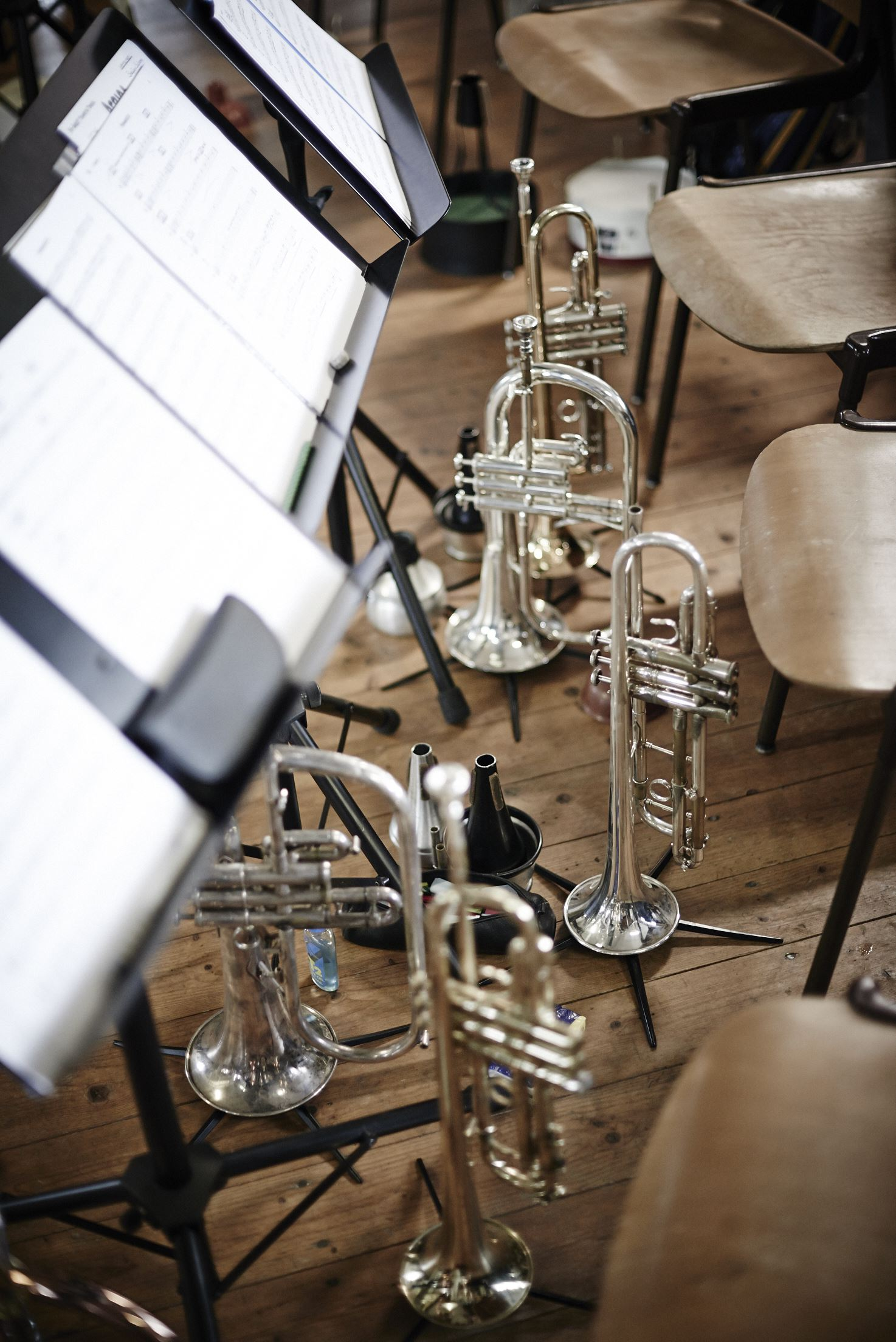
Differenzierte Klangfarben kommen auch durch den Einsatz verschiedener Instrumente mit unterschiedlichen Mensuren und Materialien zur Geltung. Das Bild zeigt drei versilberte Trompeten und zwei Flügelhörner des Zurich Jazz Orchestra

Eine weitere typische Gegebenheit in vielen Bigband-Arrangements ist das Fordern sehr hoher Stimmpartien für die erste Trompete. Im Gegensatz zu Trompetern in klassischen Symphonieorchestern, denen (bei der Verwendung einer gewöhnlichen B-Trompete) für gewöhnlich, zumindest bei ersten Trompetern mit hoher Expertise, Töne bis ungefähr zum c''' (notiert) oder im Extremfall e''' (notiert) zugemutet werden können, werden von Jazztrompetern teilweise Töne bis zum g''' (notiert) oder sogar noch höhere Töne erwartet. Bei solch hohen Noten ergibt sich ein, besonders wenn im Fortissimo gespielt wird, sehr durchdringender Klang, der fähig ist, durch die restliche Bigband zu schneiden (für länger andauernde Passagen, welche zudem in einem sehr hohen Register stattfinden, kann auch von der B-Trompete zur Piccolotrompete gewechselt werden).
Als ein Beispiel für teils extrem hohe Trompetenpartien ist z. B. das Arrangement zu Michael Bubles Version des Jazz-Standards Feeling Good zu nennen; hier schießt die erste Trompete teils bis zum viergestrichenen c (c'''') hoch.

### Partiturbild
Auch das Partiturbild unterscheidet sich von der klassischen Musik, denn im Gegensatz zu letzterer, bei welcher insbesondere die Blechstimmen normalerweise in Trompete 1–2, Trompete 3–4 etc. kategorisiert werden, wird in der Bigband-Literatur für jede einzelne Instrumentenstimme auch ein komplett eigenes System verwendet (also Trompete 1, Trompete 2 etc.).
Im Gegensatz zu kleineren Jazz-Ensembles, in welcher die Instrumente häufig der Stimmlage nach von oben nach unten geordnet werden (zum Beispiel von oben nach unten: Trompete – Tenor-Saxophon – Posaune – Piano – Bass – Drums), folgt die Instrumentenstaffelung einer Bigband-Partitur standardisiert dem Schema (von oben nach unten) Saxophone, Trompeten, Posaunen, Rhythmusgruppe.

## Bekannte Vertreter
Im Europa der Gegenwart gilt das Pasadena Roof Orchestra als authentischer Vertreter des Genres „weiße Ballroommusik“ im Stil von Paul Whiteman oder Glen Grays Casa Loma Orchestra. Erste Swing-Arrangements in Bigband-Besetzung sind in den Aufnahmen des Fletcher Henderson Orchestra zu hören. Fletcher Henderson hat im Laufe der Zeit diesen Arrangierstil für die Benny Goodman Bigband perfektioniert. Klanglich sind insbesondere die Musiker des Duke Ellington Orchestras zu nennen, dessen Kompositionen und Arrangements als authentisch für Klang und Jazz in der Big Band gelten. Standards der moderneren Bigband-Musik setzte die Big Band von Count Basie, die sich vor allem durch den Groove der Rhythmusgruppe auszeichnete. Earl Hines and His Orchestra war 1943 die Keimzelle des Bebop; das daraus hervorgegangene Billy Eckstine Orchestra integrierte Harmonien des neuen Bebop; symphonische Klangfarben führte Stan Kenton ein. 

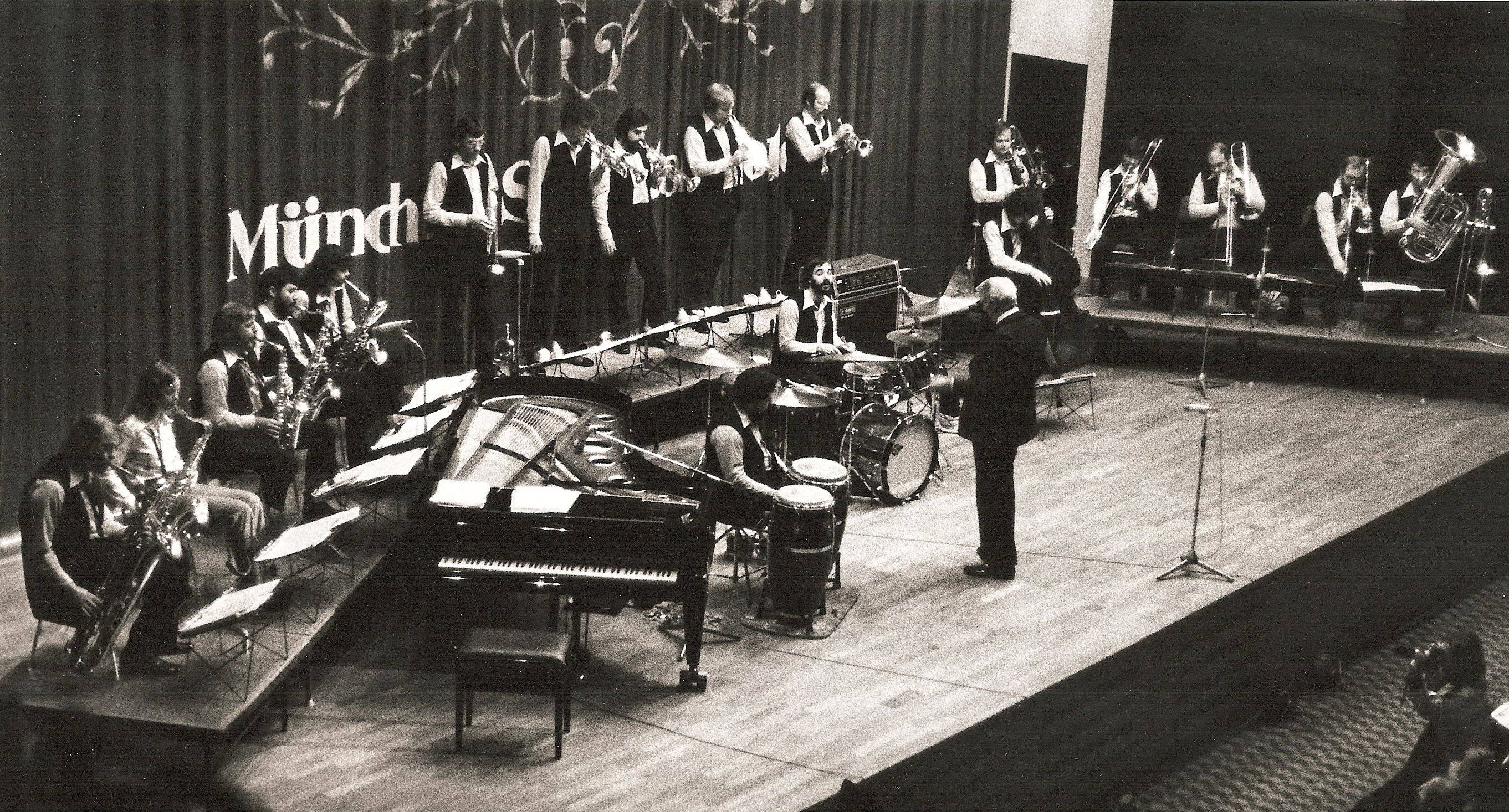
Stan Kenton Big Band (1973)

In den frühen 1930er Jahren erfreuten sich mehrere „Sweet Bands“ auch in den Vereinigten Staaten von Amerika großer Beliebtheit. Sie legten mehr Wert auf Sentimentalität und langsamere Lieder, die von Herzen kamen. Zu ihren Anführern gehörten: Larry Clinton, Eddy Duchin, Shep Fields, Sammy Kaye, Hal Kemp, Wayne King, Guy Lombardo, Lester Lanin, Fred Waring und Lawrence Welk.
In den 1940er Jahren nahmen mehrere amerikanische Akkordeonisten Arrangements populärer Kompositionen für die Akkordeonband auf. Unter ihnen waren: Charles Magnante,
Joe Biviano und John Serry senior.
Mit ihrer Free-and-Easy-Tour erregte die kurzlebige Quincy Jones Big Band in Europa 1959/60 Aufsehen. Ungewöhnlich war in den 1960er Jahren die in Europa beheimatete, aber zum großen Teil aus Afroamerikanern bestehende Kenny Clarke/Francy Boland Big Band, die sowohl zwei Bandleader (Clarke war Schlagzeuger und Boland Pianist und Arrangeur) als auch zwei Schlagzeuger hatte (den Afroamerikaner Kenny Clarke und den weißen Briten Kenny Clare). Im Bereich des Free Jazz agierten seit Mitte der 1960er Jahre Sun Ra und sein Arkestra und das Globe Unity Orchestra; auch Jef Gilson und Chris McGregor mit seiner Brotherhood of Breath bezogen das freie Spiel in die Bigband-Arbeit ein.
In den 1970er Jahren gab es Bigband-Projekte von Charles Mingus (Let My Children Hear Music) und Charles Tolliver oder The George Gruntz Concert Jazz Band mit zahlreichen US-amerikanischen und europäischen Gastsolisten. Gil Evans ließ seiner ungewöhnlich besetzten Produktion The Gil Evans Orchestra Plays the Music of Jimi Hendrix in den 1980er Jahren The Monday Night Orchestra folgen.
Ein bekannter Vertreter der Mambo-Bigband-Gattung war die Band von Pérez Prado, der 1949 erfolgreich den Mambo No. 5 veröffentlichte. Heute steht das Palladium Night Orchestra in der Tradition der Bands von Machito, Tito Puente und Tito Rodríguez, die in den 1950er Jahren im Palladium am Broadway in New York City den Mambo berühmt machten.
Neben Tanz- und Unterhaltungsmusik war bis in die 1980er Jahre oft Rundfunk- bzw. Fernsehmusik Aufgabe einer Bigband. Dabei entwickelte sich die Musik fort von den Wurzeln des Jazz, aus dem dann auch die (freie und „wilde“) Improvisation beinahe vollständig verschwand. Viele Bands wurden in den 1980er Jahren aufgrund von Unwirtschaftlichkeit aufgelöst, etwa das New Yorker Thad Jones/Mel Lewis Orchestra.
Das heutige Bigband-Repertoire reicht auf Grund der Vielseitigkeit der Besetzung vom alten Jazz bis zur gehobenen Unterhaltungs- und Tanzmusik, aber auch zu neuen, umfassenden Interpretationen und abendfüllenden Konzertwerken. Zeitgenössische Bigbands, die alte Traditionen mit neuen Entwicklungen verbinden, sind z. B. heute die NDR Bigband, die WDR Big Band, aber auch das Jazz at Lincoln Center Orchestra unter der Leitung von Wynton Marsalis, das sich der Pflege des klassischen Repertoires und der Techniken aus der Frühzeit der Jazzentwicklung widmet.

## Improvisationen
In der Regel bieten Bigband-Arrangements Raum für Soloimprovisationen, bei denen ein Spieler aus einer der Sections improvisiert und die Rhythmusgruppe der Big Band den Improvisierenden begleitet. Gegebenenfalls wird die Improvisation auch mit Begleitstimmen aus den Sektionen unterlegt. Kollektivimprovisationen, wie man sie etwa bei Dixieland-Ensembles findet, sind hingegen sehr selten vorgesehen.

## Bekannte Bigband-Leiter
Big Bands sind oft untrennbar mit dem Namen ihres Bandleaders verbunden. Zu den bekannteren gehören unter anderem:
- Toshiko Akiyoshi/Lew Tabackin
- John Arthy (Pasadena Roof Orchestra)
- Count Basie (Count Basie Orchestra)
- Dajos Béla
- Willy Berking (Tanzorchester von Radio Frankfurt)
- Paul Biste
- Carla Bley
- Nipso Brantner (Nipso Brantner & The Hot Club Munich)
- Gustav Brom (Gustav-Brom-Bigband)
- Kenny Clarke/Francy Boland (Clarke-Boland-Big-Band)
- Bob Crosby
- Jimmy Dorsey
- Tommy Dorsey
- Billy Eckstine (Billy Eckstine and His Orchestra)
- Kurt Edelhagen
- Duke Ellington (Duke Ellington Orchestra)
- Don Ellis
- Gil Evans (The Monday Night Orchestra)
- Dani Felber
- Shep Fields
- Arno Flor (Big Band Europe)
- Dizzy Gillespie (Dizzy Gillespie Big Band)
- Paul Godwin
- Benny Goodman
- Gordon Goodwin
- Max Greger
- William Greihs
- Franz Grothe (Deutsches Tanz- und Unterhaltungsorchester)
- George Gruntz (The George Gruntz Concert Jazz Band)
- Klaus Hallen
- Lionel Hampton
- Heinz Hanhausen (Orchester Heinz Hanhausen)
- Alfred Hause (Tanz- und Unterhaltungsorchester des NWDR)
- Fletcher Henderson
- Peter Herbolzheimer (Rhythm Combination & Brass)
- Woody Herman (Woody Herman and His Orchestra)
- Andrej Hermlin (Swing Dance Orchestra)
- Earl Hines (Earl Hines and His Orchestra)
- Ernst van’t Hoff
- Bill Holman
- Gogo Jackson (Frank Valdor) (Gogo Jackson & The Pop Brass)
- Horst Jankowski
- Quincy Jones (Quincy Jones Big Band)
- Thad Jones (Thad Jones/Mel Lewis Orchestra)
- Bert Kaempfert
- Stan Kenton
- Karel Krautgartner
- Gene Krupa (Gene Krupa and His Orchestra)
- Horst Kudritzki (Radio Berlin Tanzorchester)
- Paul Kuhn (SFB Big Band)
- James Last (Hans Last)
- Erwin Lehn (Südfunk-Tanzorchester)
- Pepe Lienhard
- Berry Lipman
- Adalbert Luczkowski (Kölner Tanz- und Unterhaltungsorchester)
- Jay McShann
- Glenn Miller
- Bob Mintzer
- Rolf-Hans Müller (SWF-Tanzorchester)
- Werner Müller (RIAS Tanzorchester)
- Gerry Mulligan (The Gerry Mulligan Concert Jazz Band)
- Josef Niessen (Nürnberger Tanzorchester)
- Günter Noris
- George Olsen
- Hazy Osterwald
- Frank Pleyer (DRS Big Band)
- Buddy Rich (Buddy Rich Big Band)
- Max Rumpf
- Eddie Sauter (Sauter-Finegan Orchestra)
- Efim Schachmeister
- Maria Schneider
- Heinz Schönberger (hr-Bigband)
- Ambros Seelos
- Brian Setzer
- Artie Shaw
- Willy Steiner (Kapelle Steiner/Radio-Tanz-Orchester)
- Hugo Strasser
- Lothar Stuckart
- Jimmy Thanner (Anton Thanner) (Jimmy Thanner und sein Big-Band-Orchester)
- Claude Thornhill
- Kai Warner (Werner Last)	(Orchester Kai Warner)
- Chick Webb
- Kurt Widmann
- Dick Willebrandts
- Thilo Wolf
- Helmut Zacharias (Helmut Zacharias und sein Orchester)